# Jan van Eijden

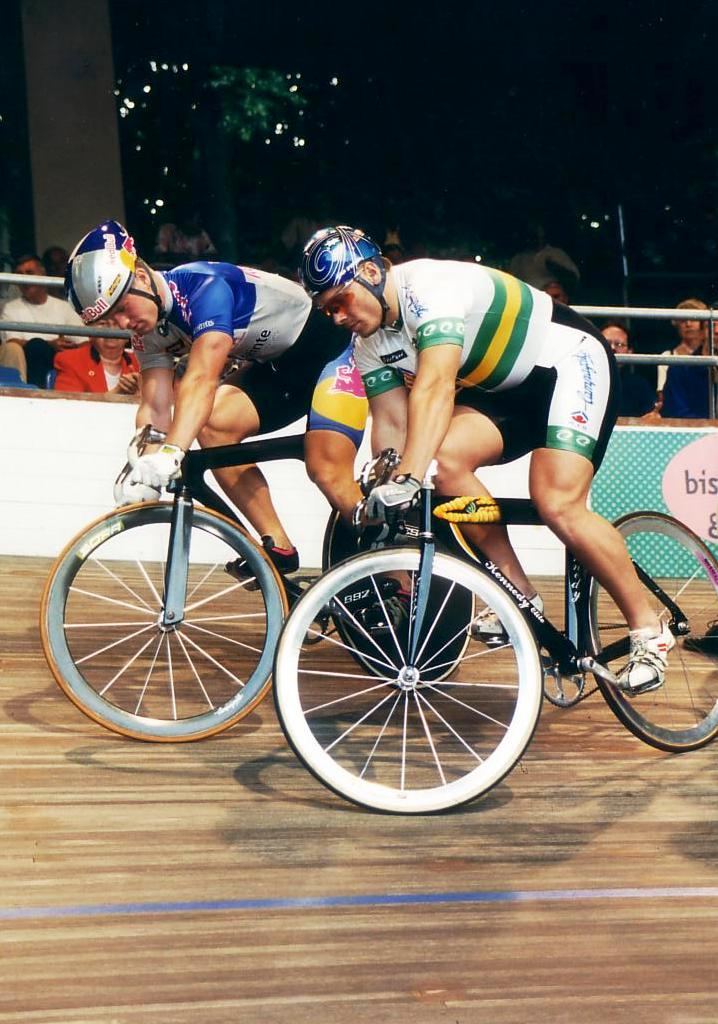
Jan van Eijden (à gauche) lors d'une séance de surplace face à Darryn Hill en 1998

Jan van Eijden (né le 10 août 1976 à Bad Neuenahr) est un coureur cycliste et entraineur allemand. Spécialiste des épreuves de vitesse sur piste, il est champion du monde de vitesse par équipes (1995 et de vitesse individuelle (2000) durant sa carrière. Après celle-ci, il devient un entraineur à succès, remportant plusieurs médailles d'or olympiques avec la sélection britannique.

## Biographie
Jan van Eijden commence sa carrière sportive en tant que coureur de BMX sur la piste de BMX à Remagen, appartenant à l'entreprise du fabricant de vélos Schauff. Il est ensuite passé au cyclisme sur piste. En 1994, il remporte son premier titre majeur en devenant champion du monde du kilomètre juniors (moins de 19 ans). Un an plus tard, il participe à 19 ans, à son premier championnat du monde chez les élites. Avec Michael Hübner et Jens Fiedler, il devient champion du monde de vitesse par équipes. Dans les années suivantes, il obtient de nouvelles médailles mondiales sur le kilomètre (bronze en 1996) et la vitesse par équipes (argent en 1997) et plusieurs titres nationaux. En 1998, il remporte une médaille d'argent sur le keirin, mais est finalement déclassé.
En 1999, il est exclu des championnats du monde de Berlin en raison d'un hématocrite supérieur à 50 %. Après des examen à l'Université de Fribourg , il s'est avéré qu'il a naturellement un hématocrite élevé. Ayant obtenu une autorisation spéciale de l'Union cycliste internationale, il peut continuer sa carrière. L'année suivante, il décroche son plus grand succès individuel en 2000 en devenant champion du monde de vitesse. Lors de cette compétition, il bénéficie en demi-finales du forfait de Jens Fiedler, fiévreux, puis en finale de la fatigue du tenant du titre Laurent Gané après une demi-finale houleuse face à Roberto Chiappa. Lors des Jeux olympiques de Sydney, il se classe quatrième du keirin et est éliminé en quarts de finale de la vitesse individuelle par Fiedler.
En 2004, il devient champion d'Allemagne de vitesse et remporte son dernier titre majeur. En septembre 2006, il dispute sa dernière course à Dudenhofen contre le Britannique Chris Hoy.
En 2007, il est nommé entraîneur au sein de l'équipe britannique de cyclisme sur piste où il s'occupe du sprint féminin et notamment de Victoria Pendleton,. sous sa direction, Pendleton a remporté deux médailles d'or olympiques et est devenue huit fois championne du monde. En novembre 2021, il quitte la Grande-Bretagne et succède à Detlef Uibel en tant qu'entraîneur de l'équipe nationale allemande du sprint. 

## Palmarès

### Jeux olympiques
- Sydney 2000
  - 4e du keirin
  - 5e de la vitesse individuelle

### Championnats du monde
- 1994 (juniors)
  -  Champion du monde du kilomètre juniors
- 1995
  -  Champion du monde de vitesse par équipes
- 1996
  -  Médaillé de bronze du kilomètre
- 1997
  -  Médaillé d'argent de la vitesse par équipes
- 2000
  -  Champion du monde de vitesse individuelle

### Coupe du monde
- 1998
  - 1er de la vitesse par équipes à Victoria
  - 2e de la vitesse par équipes à Cali
  - 3e du keirin à Victoria
  - 2e de la vitesse à Victoria
- 1999
  - Classement général de la vitesse
  - 1er de la vitesse à Mexico
  - 3e du keirin à Mexico
  - 3e de la vitesse à San Francisco
  - 3e du keirin à San Francisco
  - 3e de la vitesse par équipes à San Francisco
- 2003
  - 2e du keirin à Aguascalientes
  - 3e de la vitesse au Cap
- 2004
  - 2e du keirin à Aguascalientes
  - 3e de la vitesse par équipes à Aguascalientes
  - 3e de la vitesse à Manchester
- 2004-2005
  - 1er de la vitesse par équipes à Moscou
- 2005-2006
  - 3e du keirin à Sydney

### Championnats nationaux
- Champion d'Allemagne de vitesse par équipes en 1996, 1997, 1998, 1999 et 2000
- Champion d'Allemagne de vitesse en 2000 et 2004